# Lac La Hache Provincial Park
Der Lac La Hache Provincial Park ist ein nur 28 Hektar (ha) großer Provincial Park im südlichen Zentrum der kanadischen Provinz British Columbia. Der Park liegt am Highway 97, etwa 54 Kilometer südlich von Williams Lake und gehört zum Cariboo Regional District. Die nächstgelegene Ansiedlung ist 13 Kilometer in südlicher Richtung Lac la Hache, eine Siedlung mit rund 240 Einwohnern.

## Anlage
Der Park liegt auf dem Chilcotin Plateau. Er grenzt nach Süden an den Lac La Hache, während sich der größte Teil des Parks nördlich des Highway 97 befindet, der den Park in zwei Bereiche teilt. Im südlichen Parkteil findet sich neben dem Seezugang und der Picknickarea auch einem Parkplatz, während sich im Parkteil nördlich des Highway der Campingplatz befindet.
Bei dem Park handelt es sich um ein Schutzgebiet der Kategorie II (Nationalpark).

## Geschichte
Die weitergehende Erschließung des Gebietes durch Europäer erfolgte während des Cariboo-Goldrausch, Ende des 19. Jahrhunderts. Damals verlief hier die Cariboo Road (auch Cariboo Wagon Road oder Great North Road genannt), deren Verlauf heute der Highway 97 teilweise folgt. Der Park selber wurde, zusammen mit 24 weiteren Parks, am 13. März 1956 eingerichtet. Im Laufe der Zeit, zuletzt 2004, wurden die Parkgrenzen neu festgelegt. Mit den neuen Parkgrenzen wurde der auf seine aktuelle Fläche von 28 ha vergrößert. Der Park umfasst dabei auch einen Teil des Sees.
Wie bei fast allen Provinzparks in British Columbia gilt jedoch auch für diesen, dass er – lange bevor die Gegend von Einwanderern besiedelt oder Teil eines Parks wurde – Jagd- und Fischereigebiet verschiedener Stämme der First Nations, hier der Tsilhqot'in und der Secwepemc, war. Von ihnen finden sich auch noch Reste sogenannte „Pit Houses“, eine Art Grubenhaus, in der Gegend.

## Flora und Fauna
Mit dem Biogeoclimatic Ecological Classification (BEC) Zoning System wird das Ökosystem von British Columbia in verschiedene biogeoklimatische Zonen eingeteilt. Biogeoklimatische Zonen zeichnen sich durch ein grundsätzlich identisches oder sehr ähnliches Klima sowie gleiche oder sehr ähnliche biologische und geologische Voraussetzungen aus. Daraus resultiert in den jeweiligen Zonen dann grundsätzlich auch ein sehr ähnlicher Bestand an Pflanzen und Tieren. Innerhalb des Ökosystems von British Columbia wird das Parkgebiet der Dry Cool Subzone (IDFdk3) der Interior Douglas-fir Zone zugeordnet.

## Aktivitäten
Der Park verfügt über einen Campingplatz mit 83, teilweise reservierbaren Stellplätzen für Zelte und Wohnmobile. Weiterhin verfügt er über einfache Sanitäranlagen. Wegen seiner Bootsrampen wird er gerne von Wassersportlern genutzt.